# Det mørke Chicago
Det mørke Chicago (originaltitel: Underworld) er en amerikansk Stumfilm, instrueret af Josef von Sternberg.
Filmen er skrevet af journalist og manuskriptforfatter Ben Hecht, der vandt en Oscar for bedste historie. Filmen havde George Bancroft, Clive Brook, Evelyn Brent, Larry Semon og Fred Kohler på rollelisten. Filmen lancerede Sternbergs otteårige samarbejde med Paramount Pictures, med hvem han producerede sine syv film med skuespillerinden Marlene Dietrich.

## Baggrund
Josef von Sternbergs korte ansættelse som direktør hos MGM blev opsagt i 1925, kort efter han forlod optagelserne til Mae Murrays film Paradisfuglen. Filmen blev færdiggjort af instruktør Christy Cabanne.
Sternbergs næste projekt var en opgave fra Charlie Chaplin (United Artists) om at skrive og instruere A Woman of the Sea med Edna Purviance i hovedrollen. Også denne opgave endte dårligt: Filmen blev aldrig udgivet og Chaplin følte sig tvunget til at ødelægge alle filmnegativerne. Som Sternberg skrev sarkastisk i sin memoir fra 1965, Fun in a Chinese Laundry, "det var Edna Purviances sidste film, og næsten min egen".
Sternberg sagde ja til en kontrakt med Paramount Pictures med den ydmygende betingelse, at han blev degraderet til rollen som instruktørassistent.
Han fik hurtigt til opgave at genindspille dele af instruktøren Frank Lloyds Children of Divorce. Hans arbejde var så fremragende at studioet belønnede ham med sit eget projekt. Resultatet blev hans dengang bedste film i sin karriere - Det mørke Chicago. Filmen var med til at "etablere Sternberg i Hollywood-systemet".

## Produktion
Filmen er baseret på en historie af Ben Hecht, en tidligere kriminalreporter fra Chicago, og blev tilpasset til film af Robert N. Lee med mellemtekster af George Marion, Jr..
Den blev produceret af B.P. Schulberg og Hector Turnbull med fotografering af Bert Glennon og klippet af E. Lloyd Sheldon. Sternberg færdiggjorde filmen på rekordtid, nemlig fem uger.
Gangsterrollen spillet af George Bancroft, var baseret på "Terrible" Tommy O'Connor. en irsk-amerikansk gangster, som skød Chicagos politichef Padraig O'Neil i 1923, men flygtede tre dage før sin dødsstraf, og blev aldrig fanget.